# Lijst van hartaandoeningen
Dit artikel geeft een lijst van aandoeningen van cardiologische aard. Hartaandoeningen zijn aandoeningen aan het hart.

## A
- Angina pectoris
- Aortaklepstenose
- Atriumfibrilleren
- AV-block - zie geleidingsstoornis
- Asystolie

## B
- Boezemfibrilleren
- Bradycardie
- Bundeltakblok

## C
- Cardiomyopathie
- Circulatiestilstand
- Coronairlijden

## D
- Decompensatio cordis

## E
- Endocarditis
- Extrasystole

## G
- Geleidingsstoornis

## H
- Hartfalen
- Hartinfarct
- Hartritmestoornis
- Hartstilstand
- Harttamponnade
- Hoge bloeddruk ofwel Hypertensie

## I
- Intracardiale tumor

## M
- Mitralisinsufficiëntie
- Mitralisstenose
- Myocardinfarct
- Myocarditis
- Myxoma cordis

## P
- Pericarditis
- Prikkelstoornis

## R
- Ritmestoornis

## S
- Sick Sinus Syndroom
- Sinusbradycardie
- Sinustachycardie
- Syndroom van Wolff-Parkinson-White

## T
- Tachycardie

## V
- Ventrikelfibrilleren
- Ventrikeltachycardie
- Ventrikelflutter